# 四季春茶
四季春茶（しきしゅんちゃ）は、台湾で製造される台湾茶で、青茶・烏龍茶の一種。
台北近郊の木柵の茶畑で、鉄観音種の中から自然交配によって出来た種と考えられている。
現地では「四季仔」「輝仔種」とも呼ばれる。
木柵で誕生した後、台湾各地の産地に広まり歓迎されている。
四季春は一年（四季）を通して採取可能であり、晩冬や早春でも採取可能で、寒さに強く休眠しないことから「四季春」と呼ばれる。